# Frères Hanlon
Pour les articles homonymes, voir Hanlon.
Les frères Hanlon sont une fratrie d'acrobates anglais célèbres au XIXe siècle.

## Jeunesse et formation
Les frères Hanlon naissent dans une famille d'acteurs du nord de l'Angleterre. Le père, Thomas Hanlon senior, un acteur itinérant d'origine irlandaise, a épousé une actrice galloise, Ellen Hughes, avant de s'installer à Manchester où il deviendra directeur du Théâtre royal,. Thomas naît en 1833 ; George en 1835 ; William en 1839 ; Alfred en 1842 ; et Edward en 1845,. Leurs années de naissance sont connues d'après les registres de la cathédrale de Manchester où ils ont été baptisés. Le sixième membre de la fratrie, Frederick, né en 1848, a probablement été adopté après avoir été mis en apprentissage chez les parents Hanlon,.
L'aîné, Thomas, s'intéresse très jeune à l'acrobatie, devient rapidement instructeur et fait ses débuts et fait ses débuts devant des spectateurs au Surrey Theatre de Londres. Il y crée un numéro appelé « L'Échelle périlleuse »,, où il se livre à des acrobaties aériennes à l'aide d'un dispositif antérieur à la création du trapèze volant, une sorte d'agrès horizontal apparenté aux barres parallèles et suspendu au-dessus de l'avant-scène, lui permettant d'exécuter des voltiges. À la suite de Thomas, tous ses frères deviendront gymnastes ou acrobates.
Vers 1846, George, William et Alfred sont confiés à un ami de leur père, l'acrobate John Lees, qui les entraîne à la pratique de l'antipodisme,, popularisé sous le nom de « Risley act » par un acrobate américain, le « professeur » Richard Risley Carlisle qui se produisait avec ses « fils » : « couché sur le dos et les jambes en l'air, il faisait cabrioler de cent façons ingénieuses ses jeunes fils, qui, après leurs sauts périlleux, retombaient assis ou même debout sur la semelle de ses escarpins ».
Lees se produit d'abord à partir d'avril 1846 avec le seul George, « son talentueux élève », âgé de onze ans, au théâtre Adelphi d'Édimbourg ; en août 1846, George est rejoint sur scène par son frère Alfred, âgé de trois ans et demi ; en décembre 1846, enfin, William, âgé de sept ans, se joint à eux sur la scène de l'Adelphi Theatre de Londres, les trois frères étant collectivement désignés comme de « célèbres entortillationistes », un néologisme créé à partir du français entortiller. En 1847, Lees se produit en France, avec George et William qu'il présente comme ses enfants,, suivant ainsi l'exemple du professeur Risley qui présentait lui aussi ses apprentis comme ses fils. Pour se distinguer de Risley, Lees ajoute une complication, exécutant « le même travail sur une grande voiture roulante qui tournait autour de l'arène ». Dans un autre numéro, il jette gracieusement un des jeunes frères Hanlon autour de son corps, s'arrêtant de temps à autre pour permettre à l'enfant de se tenir équilibre sur la paume de sa main. De France, Lees et les deux frères Hanlon (auquel Alfred se joint en 1848) entame une tournée de plusieurs années autour du monde, jusqu'en 1955, passant en Espagne, puis à Malte, en Grèce, en Turquie, en Inde, à Java, en Australie, en Nouvelle Zélande, au Chili, au Pérou et à Panama,. Progressivement, de nouveaux numéros sont introduits, notamment d'équilibre sur échelle. Fin 1855, à Panama, Lees contracte la fièvre jaune et meurt sur un bateau, en route vers Cuba. Les trois frères Hanlon rentrent en Angleterre. À Manchester, sous la houlette de Thomas, l'ensemble des frères s'entraîne pendant dix-huit mois dans la maison familiale transformée en gymnase.